# 和田恋
和田 恋（わだ れん、1995年9月26日 - ）は、高知県土佐郡土佐町出身の元プロ野球選手（外野手、内野手）。右投右打。

## 経歴

### プロ入り前
小学1年生から嶺北ジュニアで野球を始め、高知中学校時代は軟式野球部で投手をしていた。
高知高等学校進学後に内野手に転向。1年夏からレギュラーとして活躍。1年夏は高知大会決勝で北川倫太郎擁する明徳義塾高校に敗れた。2年の春には第84回選抜高等学校野球大会に出場。初戦で横浜高校と対戦するが、柳裕也に完封負けを喫した。2年秋は四国大会を制し、第43回明治神宮野球大会に出場。初戦の浦和学院高校戦では敗れたものの小島和哉から4打数4安打を記録した。3年春の第85回記念選抜高等学校野球大会では初戦の児山祐斗、小郷裕哉擁する関西高校、2回戦では桒原樹ら擁する常葉菊川高校、準々決勝では上林誠知、熊谷敬宥、馬場皐輔擁する仙台育英高校を次々と破った。準決勝の済美高校戦は安樂智大から本塁打を放ち、和田もマウンドに上がり無失点に抑えるなど活躍したが、チームは敗れた。3年夏は高知大会決勝で3年連続で明徳義塾高校と対戦するが、敗れ夏の甲子園には届かなかった。甲子園通算5試合、打率.263（19打数5安打）1本塁打2打点、2盗塁。
夏の第95回全国高等学校野球選手権大会高知県予選で敗れた後、一時は大学進学を考えたが、方針転換してプロ志望届を提出。2013年10月27日に行われたドラフト会議にて、読売ジャイアンツから2位指名を受け、入団した。背番号は61。

### 巨人時代

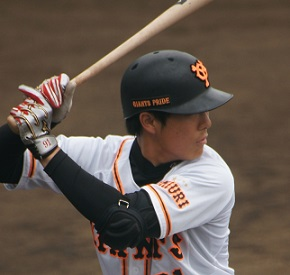
巨人時代（2014年）

2015年4月28日に、同チームの平良拳太郎、岡本和真と共に「侍ジャパン大学日本代表 対 NPB選抜」のNPB選抜に選出されたことが発表された。
2016年は春季キャンプで一軍メンバーに入り期待されたが、一軍初出場は果たせなかった。二軍では81試合で打率.239、2本塁打、24打点だった。秋季宮崎キャンプから背番号が61から67に変更となった。
2017年は長打力を生かすために体重を84kgから88kgに増量したが、キャンプは三軍スタートだった。一度も一軍に昇格することなくシーズンを終えた。
2018年は打撃が成長し、二軍で打率.296、18本塁打、87打点でイースタン・リーグ本塁打王、打点王の2冠を獲得。6月15日には一軍デビューを果たし、プロ初安打を記録した。11月25日には結婚を発表した。

### 楽天時代
2019年7月7日、古川侑利とのトレードで東北楽天ゴールデンイーグルスへ移籍することが発表された。31試合の出場で打率.252、2本塁打、11打点を記録した。
2020年の春季キャンプでは一軍スタートだったが、開幕は二軍となった。
2021年は、後半の7試合の出場に終わり、打率.250という成績だった。オフに腰椎椎間板ヘルニアの手術を受けた。
2022年はオープン戦から好調で、6番指名打者で自身初の開幕スタメンを勝ち取った。しかし20打席でヒットを打てず4月中旬に二軍に降格。11試合の出場で2安打と結果を残せなかった。
2023年は二軍で105試合に出場し、打率.289、16本塁打、71打点の成績で2018年以来となるイースタン・リーグ打点王を獲得。しかし、一軍出場は小郷裕哉、辰己涼介らの台頭もあって2試合の出場にとどまり、与えられた6打席で安打は1本のみの3三振と振るわず、10月27日に球団から戦力外通告を受けた。

### 楽天退団後
2024年は社会人野球の明治安田生命硬式野球部に所属。
同年シーズン終了をもって現役を引退し、2025年からは読売ジャイアンツにジャイアンツアカデミースタッフとして復帰。

## 選手としての特徴
リストの強さ・柔らかさがあり、広角に長打が打てる打撃力が特徴。高校通算本塁打55本というスラッガーでもある。守備でも地肩が強く、送球に安定性がある。本職は三塁手だが、1年目は遊撃手も守り、2年目は教育リーグでは主に二塁手、イースタン開幕戦では一塁手を守り、内野全ポジションの経験がある。1年目の秋季キャンプでは捕手にも挑戦した。その後は外野手にも挑戦しており、2018年から外野手登録に変更した。

## 人物
幼い頃から家族揃ってのジャイアンツファンであり、指名時には「入団は夢でした。最高です」と発言し特に坂本勇人のファンでもあり、坂本を目標の選手としている。フロントの高い評価からその坂本や中井大介等活躍する若手が以前背負った「出世番号」である「61」を仮契約時に提示された時は驚いた表情を見せた。また、同じ守備位置のレギュラー選手であり長距離打者である村田修一タイプと期待され、目標の選手の一人であると発言している。プロに入って対戦してみたい選手には同学年で東北楽天ゴールデンイーグルスにドラフト1位で指名された松井裕樹の名前を挙げている。
「恋」という名前は『皆から好かれるように、人から愛されるように』という両親からの命名であり、名付けた母親は、「レンという響きに漢字をあてました。女の子みたいな字だから親戚一同に反対されましたが、良かったです」とのコメントを残している。
巨人に入団当初、チームメイトに同姓の和田凌太がいたため、スコアボード等で「和田恋」とフルネームで表記されていたが、凌太退団後も、また楽天移籍後も引き続きフルネームでの表示となっている。

## 詳細情報

### 年度別打撃成績
| 年 度     | 球 団     | 試 合 | 打 席 | 打 数 | 得 点 | 安 打 | 二 塁 打 | 三 塁 打 | 本 塁 打 | 塁 打 | 打 点 | 盗 塁 | 盗 塁 死 | 犠 打 | 犠 飛 | 四 球 | 敬 遠 | 死 球 | 三 振 | 併 殺 打 | 打 率 | 出 塁 率 | 長 打 率 | O P S |
| --------- | --------- | ----- | ----- | ----- | ----- | ----- | -------- | -------- | -------- | ----- | ----- | ----- | -------- | ----- | ----- | ----- | ----- | ----- | ----- | -------- | ----- | -------- | -------- | ----- |
| 2018      | 巨人      | 5     | 8     | 8     | 1     | 1     | 0        | 0        | 0        | 1     | 0     | 0     | 0        | 0     | 0     | 0     | 0     | 0     | 4     | 0        | .125  | .125     | .125     | .250  |
| 2019      | 楽天      | 31    | 113   | 107   | 7     | 27    | 4        | 1        | 2        | 39    | 11    | 0     | 0        | 1     | 1     | 3     | 0     | 1     | 32    | 4        | .252  | .277     | .364     | .641  |
| 2020      | 楽天      | 7     | 17    | 16    | 0     | 2     | 1        | 0        | 0        | 3     | 1     | 0     | 0        | 0     | 0     | 1     | 0     | 0     | 4     | 2        | .125  | .176     | .188     | .364  |
| 2021      | 楽天      | 7     | 9     | 8     | 0     | 2     | 0        | 0        | 0        | 2     | 0     | 0     | 0        | 0     | 0     | 1     | 0     | 0     | 4     | 0        | .250  | .333     | .250     | .583  |
| 2022      | 楽天      | 11    | 30    | 29    | 0     | 2     | 0        | 0        | 0        | 2     | 1     | 0     | 0        | 0     | 1     | 0     | 0     | 0     | 10    | 1        | .069  | .067     | .069     | .136  |
| 2023      | 楽天      | 2     | 6     | 5     | 0     | 1     | 0        | 0        | 0        | 1     | 2     | 0     | 0        | 0     | 1     | 0     | 0     | 0     | 3     | 1        | .200  | .167     | .200     | .367  |
| 通算：6年 | 通算：6年 | 63    | 183   | 173   | 8     | 35    | 5        | 1        | 2        | 48    | 15    | 0     | 0        | 1     | 3     | 5     | 0     | 1     | 57    | 8        | .202  | .225     | .277     | .503  |

- 2023年度シーズン終了時

### 年度別守備成績
| 年 度 | 球 団 | 外野  | 外野  | 外野  | 外野  | 外野  | 外野     | 一塁  | 一塁  | 一塁  | 一塁  | 一塁  | 一塁     |
| 年 度 | 球 団 | 試 合 | 刺 殺 | 補 殺 | 失 策 | 併 殺 | 守 備 率 | 試 合 | 刺 殺 | 補 殺 | 失 策 | 併 殺 | 守 備 率 |
| ----- | ----- | ----- | ----- | ----- | ----- | ----- | -------- | ----- | ----- | ----- | ----- | ----- | -------- |
| 2018  | 巨人  | 1     | 2     | 0     | 0     | 0     | 1.000    | -     | -     | -     | -     | -     | -        |
| 2019  | 楽天  | 16    | 18    | 0     | 0     | 0     | 1.000    | 15    | 86    | 5     | 1     | 5     | .989     |
| 2020  | 楽天  | 3     | 1     | 0     | 0     | 0     | 1.000    | -     | -     | -     | -     | -     | -        |
| 2022  | 楽天  | 6     | 6     | 1     | 0     | 0     | 1.000    | 3     | 16    | 3     | 0     | 0     | 1.000    |
| 2023  | 楽天  | 1     | 4     | 0     | 0     | 0     | 1.000    | 1     | 0     | 1     | 0     | 0     | 1.000    |
| 通算  | 通算  | 27    | 31    | 1     | 0     | 0     | 1.000    | 19    | 102   | 9     | 1     | 5     | .991     |

- 2023年度シーズン終了時

### 記録
初記録
- 初出場：2018年6月15日、対千葉ロッテマリーンズ1回戦（ZOZOマリンスタジアム）、8回表に阿部慎之助の代打で出場
- 初打席：同上、8回表に成田翔から一ゴロ
- 初先発出場：2018年6月23日、対東京ヤクルトスワローズ10回戦（東京ドーム）、6番・左翼手で先発出場
- 初安打：同上、6回裏に風張蓮から中前安打
- 初打点：2019年7月27日、対千葉ロッテマリーンズ13回戦（ZOZOマリンスタジアム）、2回表に佐々木千隼から左越適時二塁打
- 初本塁打：2019年8月11日、対オリックス・バファローズ20回戦（楽天生命パーク宮城）、8回裏に神戸文也から右越ソロ

### 背番号
- 61（2014年 - 2016年）
- 67（2017年 - 2019年7月7日）[27]
- 54（2019年7月8日 - 2023年）